# Neochera cinerascens
Neochera cinerascens là một loài bướm đêm trong họ Erebidae.